# Schweizer Gambit
Das Schweizer Gambit ist eine Variante der Bird-Eröffnung. Der Engländer Henry Edward Bird spielte dieses Gambit als erster Meister im Jahre 1873. Aus dem Jahre 1858 ist eine frühere Partie von einem gewissen Joachim Vollrath bekannt.
|   | a | b | c | d | e | f | g | h |   |
| 8 |   |   |   |   |   |   |   |   | 8 |
| 7 |   |   |   |   |   |   |   |   | 7 |
| 6 |   |   |   |   |   |   |   |   | 6 |
| 5 |   |   |   |   |   |   |   |   | 5 |
| 4 |   |   |   |   |   |   |   |   | 4 |
| 3 |   |   |   |   |   |   |   |   | 3 |
| 2 |   |   |   |   |   |   |   |   | 2 |
| 1 |   |   |   |   |   |   |   |   | 1 |
|   | a | b | c | d | e | f | g | h |   |

Gespielt werden die Eröffnungszüge
1. f2–f4 f7–f5
2. e2–e4
Das Ziel dieses Zuges ist es, Froms Gambit im Anzug zu spielen. Weiß lässt nach 2. … f5xe4 3. d2–d3 e4xd3 4. Lf1xd3 folgen und erhält für den Bauern Angriff am Königsflügel. Er hat gegenüber Froms Gambit den Zug f2–f4 gratis, was in manchen Varianten ein Vorteil ist.
Seine Bezeichnung erhielt dieses Gambit, nachdem es der in Lemberg geborene und in Stanislau (heute Iwano-Frankiwsk) in Galizien lebende Schachspieler Alexander Wagner (1868–1942) auf dem Schweizer Fernturnier im November 1911 erfolgreich angewandt hatte. 1912 veröffentlichte er über dieses Gambit einen Theorieartikel. Allerdings hatte Wagner speziell die Zugfolge 2. … f5xe4 3. Sb1–c3 Sg8–f6 4. g2–g4 propagiert.
Andere Bezeichnungen für das Gambit lauten Lappland-Gambit oder From-Gambit mit vertauschten Farben.